# George Drysdale

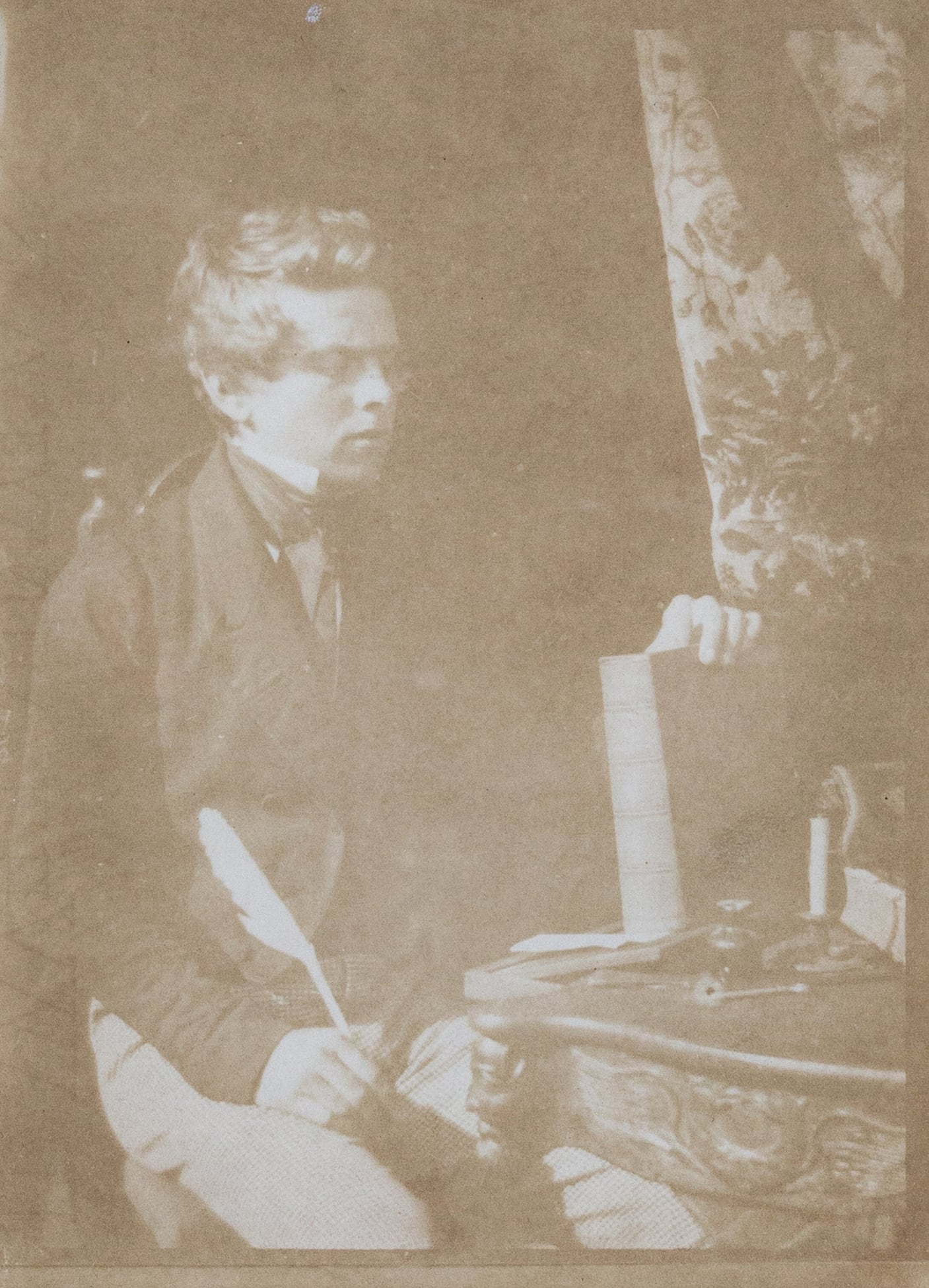
George Drysdale

George R. Drysdale (* 1825; † 1904) war ein britischer Sexualforscher, Bruder von Charles Robert Drysdale (Gründer der Malthusian League 1877).
George Drysdale befasste sich mit der Arbeit Malthus’. Wie William Thompson empfahl er eine sexuelle Entfaltung. Wie Charles Bradlaugh sprach er sich für Bevölkerungskontrolle aus. Auf dieser Basis wurde eine Sexualethik formuliert, die das Ausleben von Sexualität als Gesundheitsförderung erklärte sowie sich für die Trennung von Sexualität und Reproduktion einsetzte.
Gemeinsam mit John Stuart Mill steht Drysdale für frühe Forderungen nach sexuellen, ökonomischen, sozialen Selbstbestimmungsrechten von Frauen.

## Werk (Auswahl)
- Elements of Social Science